# Nouvelle Géographie universelle
Nouvelle Géographie universelle est un ouvrage de géographie en 20 volumes écrit par Élisée Reclus et publié sur 18 ans, de 1876 à 1894, par la Librairie Hachette. Son objectif est de dresser une description et analyse de l'ensemble du monde, avec des données à la fois physiques et humaines. La Nouvelle Géographie universelle et L'Homme et la Terre, publié à titre posthume, constituent les ouvrages majeurs d'Élisée Reclus.

## Présentation
Élisée Reclus rédige seul, en Suisse, la Nouvelle Géographie universelle, publiée à la Librairie Hachette entre 1876 et 1894,,. L'ouvrage est également illustrée par son ami cartographe Charles Perron. Sous-titré la Terre et les Hommes, l'ouvrage comprend 19 tomes, avec un 20e d'annexes statistiques. Chaque tome aborde chacun une zone géographique, le tome II étant exclusivement consacré à la France et le tome XVI aux États-Unis.
L'ensemble comprend 17 873 pages de texte et 4 290 cartes et des milliers de gravures. Chaque tome est pourvu de cartes en couleurs, de gravures en noir et blanc et d'un index des noms et lieux cités. Pour la partie sur la Colombie, il s'est inspiré des travaux de Francisco Javier Vergara y Velasco. Le manuscrit est aujourd'hui conservé à la Bibliothèque publique et universitaire de Neuchâtel.
Dès le deuxième volume, Reclus fait appel au procédé Gillot qui lui permet de sauter l'étape du graveur à Paris.
Cette Nouvelle Géographie universelle est jugée plus neutre que les atlas publiés par des géographes plus influencés par les nationalismes divers. Elle sert notamment au Conseil fédéral suisse pour l'arbitrage du contesté franco-brésilien en 1900.

## Éditions

### Éditions d'origine
- Nouvelle Géographie universelle : la Terre et les Hommes, vol. I : L'Europe méridionale (Grèce, Turquie, Roumanie, Serbie, Italie, Espagne et Portugal), Paris, Librairie Hachette et Cie, 1876, 1007 p. — Texte intégral sur Gallica ; texte intégral numérisé sur gutenberg.org.
  - Vol. I, 1878, 1012 p. — Texte intégral, IRIS, Université de Lille[6] ; l'édition de 1878 contient un avertissement d'É. Reclus qui ne se trouve pas dans l'édition de 1876.
  - Vol. I, 1887, 2e éd., 1012 p.
- Vol. II, La France, 1877, 961 p.
  - Vol. II, 1881, 2e éd., 961 p. — Texte intégral, IRIS, Université de Lille[6].
  - Vol. II, 1885, 3e éd., 1018 p. — Texte intégral sur Gallica ; cette édition contient un Glossaire géographique de la France p. 969-984.
- Vol. III, L’Europe centrale (Suisse, Austro-Hongrie, Allemagne), 1878, 983 p. — Texte intégral sur Gallica.
- Vol. IV, L’Europe du Nord-Ouest (Belgique, Hollande, îles Britanniques), 1879, 971 p. — Texte intégral sur Gallica.
- Vol. V, L’Europe scandinave et russe, 1880, 944 p. — Texte intégral sur Gallica.
- Vol. VI, L’Asie russe, 1881, 919 p. — Texte intégral sur Gallica.
- Vol. VII, L’Asie orientale, 1882, 885 p. — Texte intégral sur Gallica.
- Vol. VIII, L’Inde et l’Indo-Chine, 1883, 983 p. — Texte intégral sur Gallica.
- Vol. IX, L’Asie antérieure, 1884, 951 p. — Texte intégral sur Gallica.
- Vol. X, L’Afrique septentrionale, première partie (Bassin du Nil : Soudan égyptien, Éthiopie, Nubie, Égypte), 1885, 641 p. — Texte intégral sur Gallica.
- Vol. XI, L’Afrique septentrionale, deuxième partie (Tripolitaine, Tunisie, Algérie, Maroc, Sahara), 1885, 919 p. — Texte intégral sur Gallica ; avec un Glossaire géographique de l’Afrique septentrionale : mots arabes, mots berbères, mots tibbou p. 883-893.
- Vol. XII, L’Afrique occidentale (archipels atlantiques, Sénégambie et Soudan occidental), 1887, 751 p. — Texte intégral sur Gallica.
- Vol. XIII, L’Afrique méridionale (îles de l’Atlantique austral, Gabonie, Congo, Angola, Cap, Zambèze, Zanzibar, Côte de Somal), 1888, 879 p. — Texte intégral sur Gallica.
- Vol. XIV, Océan et terres océaniques (îles de l’océan Indien, Insulinde, Philippines, Micronésie, Nouvelle-Guinée, Mélanésie, Nouvelle-Calédonie, Australie, Polynésie), 1889, 1004 p. — Texte intégral sur Gallica ; Texte intégral, British Library.
- Vol. XV, Amérique boréale (Groenland, archipel Polaire, Alaska, Puissance du Canada, Terre-Neuve), 1890, 723 p. — Texte intégral sur Gallica.
- Vol. XVI, Les États-Unis, 1892, 847 p. — Texte intégral sur Gallica.
- Vol. XVII, Indes occidentales (Mexique, isthmes américains, Antilles), 1891, 879 p. — Texte intégral sur Gallica ; le vol. XVII a paru avant le vol. XVI.
- Vol. XVIII, Amérique du Sud, les régions andines (Trinidad, Venezuela, Colombie, Ecuador, Pérou, Bolivie et Chili), 1893, 848 p. — Texte intégral sur Gallica.
- Vol. XIX, Amérique du Sud, l’Amazonie et La Plata (Guyanes, Brésil, Paraguay, Uruguay, République argentine), 1894, 824 p. — Texte intégral sur Gallica.
- Tableaux statistiques de tous les États comparés : Années 1890 à 1893, 1894, 39 p. — Texte intégral sur Gallica.

### Éditions dérivées
Deux ouvrages tirés de deux volumes de la Nouvelle Géographie universelle ont été réalisés par Onésime Reclus du vivant de son frère Élisée :
- Élisée Reclus et Onésime Reclus, L'Afrique australe (réédition partielle, entièrement revue et actualisée par Onésime Reclus, du vol. XIII), Paris, Librairie Hachette et Cie, 1901, 358 p. — Texte intégral sur Gallica.
- Élisée Reclus et Onésime Reclus, L'Empire du Milieu : Le climat, le sol, les races, les richesses de la Chine (réédition partielle, entièrement revue et actualisée par Onésime Reclus, du vol. VII), Paris, Librairie Hachette et Cie, 1902, 667 p. — Texte intégral sur Gallica ; texte intégral numérisé sur classiques.uqac.ca ; réimpression en fac-similé, Paris, éd. You Feng, octobre 2007, 667 p. et ill.,  (ISBN 978-2-84279-331-9).

### Éditions modernes
Aucune édition en fac-similé n'a été réalisée depuis l'édition d'origine.
Seule la préface a été reprise dans un ouvrage de 2014 avec des commentaires de Claude Villers :
- Élisée Reclus (préf. Frédéric Dufourg, introduction Claude Villers), Préface à la Nouvelle Géographie universelle, Bordeaux, Elytis, coll. « Quoi de neuf ? », mai 2014, 64 p. (ISBN 978-2-35639-136-0, présentation en ligne).